# Copa Dener
A Copa Dener foi um torneio de futebol realizado pela Federação de Futebol do Estado do Rio de Janeiro (FERJ) em 1994, com caráter oficial, em homenagem ao atacante paulista Dener Augusto de Sousa, ex-Portuguesa de Desportos, Vasco da Gama e Grêmio, morto em um acidente de automóvel após chocar-se com uma árvore na Lagoa Rodrigo de Freitas, no Rio de Janeiro. Ele foi uma revelação da Copa São Paulo de Juniores de 1991 pela Portuguesa, Campeão Gaúcho de 1993 pelo Grêmio e Campeão Carioca de 1994 pelo Vasco.
O torneio teve apoio da TV Bandeirantes e foi realizado na pausa para a Copa do Mundo de 1994.
A competição contou com juniores e jogadores reservas, sendo um fracasso de público e renda.
Esta Copa teve como campeão o Santos que enfrentou na final, em 16 de junho de 1994, o Atlético Mineiro e venceu pelo placar de 4 a 2.

## Regulamento
A Copa Dener foi disputada por 6 clubes em turno único. Todos os times jogaram entre si uma única vez. Os dois primeiros colocados após as 5 rodadas disputadas na primeira fase, se classificaram para a final do campeonato, disputada em um único jogo.
A competição testou algumas inovações nas regras: cobrança de lateral com os pés, a partir da décima falta coletiva todas as outras seriam cobradas da meia-lua sem barreira e o cartão azul que obrigaria o jogador ser substituído.

### Critérios de desempate
Em caso de empate por pontos entre dois clubes, os critérios de desempate foram aplicados na seguinte ordem:
1. Saldo de gols;
2. Gols marcados;
3. Confronto direto.

## Estádios
| Caio Martins       | Canindé            | Ítalo del Cima     | Mario Helênio      | Mineirão           |
| ------------------ | ------------------ | ------------------ | ------------------ | ------------------ |
| Capacidade: 12 000 | Capacidade: 21 004 | Capacidade: 18 000 | Capacidade: 31 863 | Capacidade: 57 483 |
|                    |                    |                    |                    |                    |

## Clubes Participantes
| Equipe           | Cidade         | Estado |
| ---------------- | -------------- | ------ |
| Atlético Mineiro | Belo Horizonte | MG     |
| Botafogo         | Rio de Janeiro | RJ     |
| Cruzeiro         | Belo Horizonte | MG     |
| Portuguesa       | São Paulo      | SP     |
| Santos           | Santos         | SP     |
| Vasco da Gama    | Rio de Janeiro | RJ     |

## Classificação
| Pos | Times            | Pts | J | V | E | D | GP | GC | SG  | %    | Classificação         |
| --- | ---------------- | --- | - | - | - | - | -- | -- | --- | ---- | --------------------- |
| 1   | Santos           | 7   | 5 | 3 | 1 | 1 | 13 | 6  | +7  | 46,7 | Classificados à Final |
| 2   | Atlético Mineiro | 6   | 5 | 3 | 0 | 2 | 6  | 5  | +1  | 40,0 | Classificados à Final |
| 3   | Botafogo         | 6   | 5 | 3 | 0 | 2 | 8  | 9  | -1  | 40,0 |                       |
| 4   | Vasco da Gama    | 5   | 5 | 2 | 1 | 2 | 12 | 7  | +5  | 33,3 |                       |
| 5   | Cruzeiro         | 5   | 5 | 2 | 1 | 2 | 3  | 3  | 0   | 33,3 |                       |
| 6   | Portuguesa       | 1   | 5 | 0 | 1 | 4 | 4  | 16 | -12 | 6,7  |                       |

## Jogos
| 23 de maio | Botafogo               | 3 – 2 | Vasco da Gama                  | Estádio Ítalo del Cima, Rio de Janeiro |
|            | Beto, Pardal, Silvério |       | Márcio, Márcio Borges (contra) |                                        |

| 26 de maio | Vasco da Gama | 1 – 0 | Cruzeiro | Estádio Ítalo del Cima, Rio de Janeiro |
|            |               |       |          | Público: 42 pagantes                   |

| 27 de maio | Botafogo            | 2 – 1 | Santos    | Estádio Ítalo del Cima, Rio de Janeiro |
|            | Reginaldo Pinguim 2 |       | Demetrios | Público: 36 pagantes                   |

| 28 de maio | Cruzeiro   | 1 – 1 | Portuguesa | Estádio Mario Helênio, Juiz de Fora |
|            | Ricardinho |       | Tardôni    |                                     |

| 29 de maio | Atlético Mineiro | 0 – 4 | Santos                                     | Estádio Mario Helênio, Juiz de Fora |
|            |                  |       | Demetrios 2, Luciano Nunes, Marcelo Passos |                                     |

| 30 de maio | Botafogo                               | 3 – 2 | Portuguesa | Estádio Ítalo del Cima, Rio de Janeiro |
|            | Reginaldo Pinguim, Beto e Marcos Paulo |       |            |                                        |

| 3 de junho | Vasco da Gama | 3 – 3 | Santos | Estádio Caio Martins, Niterói |
|            |               |       |        |                               |

| 4 de junho | Cruzeiro   | 1 – 0 | Botafogo | Estádio Mario Helênio, Juiz de Fora |
|            | Ricardinho |       |          |                                     |

| 5 de junho | Vasco da Gama | 0 – 1 | Atlético Mineiro | Estádio Caio Martins, Niterói |
|            |               |       |                  |                               |

| 9 de junho | Vasco da Gama | 6 – 0 | Portuguesa | Estádio Caio Martins, Niterói |
|            |               |       |            | Público: 11 pagantes          |

| 10 de junho | Botafogo                     | 0 – 3 | Atlético Mineiro | Estádio Caio Martins, Niterói |
|             | Vanderlei, Valdinei, Renaldo |       |                  |                               |

| 11 de junho | Cruzeiro | 0 – 1 | Santos | Estádio Mario Helênio, Juiz de Fora |
|             |          |       |        |                                     |

| 12 de junho | Atlético Mineiro     | 2 – 0 | Portuguesa | Estádio Mario Helênio, Juiz de Fora |
|             | Alessandro e Renaldo |       |            |                                     |

| 14 de junho | Portuguesa | 1 – 4 | Santos | Estádio do Canindé, São Paulo |
|             |            |       |        |                               |

| 14 de junho | Cruzeiro   | 1 – 0 | Atlético Mineiro | Estádio do Mineirão, Belo Horizonte |
|             | Ricardinho |       |                  |                                     |

## Final[5][6][7]
| 16 de junho de 1994 | Atlético Mineiro           | 2 – 4 | Santos                                         | Estádio Caio Martins, Niterói |
|                     | Anderson 12' · Renaldo 63' |       | 8', 37' Luciano · 17' Ranielli · 49' Demetrios | Árbitro: Aluísio Viug         |

| ATLÉTICO MINEIRO: |  |                       |
|                   |  |                       |
| G                 |  | Leo Percovich         |
| LD                |  | Vladimir Alessandro'  |
| Z                 |  | Adeilson              |
| Z                 |  | Zezé Edílson'         |
| Z                 |  | Anderson Lúcio Mário' |
| LE                |  | Guto                  |
| V                 |  | Canela                |
| M                 |  | Vanderlei             |
| M                 |  | Leandro Tavares       |
| A                 |  | Renaldo               |
| A                 |  | Wiver                 |
| Reservas:         |  |                       |
| LD                |  | Alessandro Vladimir'  |
| LD                |  | Edílson Zezé'         |
| A                 |  | Lúcio Mário Anderson' |
| Técnico:          |  |                       |
| Erivélton Martins |  |                       |

| SANTOS:   |  |                          |
|           |  |                          |
| G         |  | Róbson                   |
| LD        |  | Sérgio Santos            |
| Z         |  | Marcelo Fernandes        |
| Z         |  | Maurício Copertino       |
| LE        |  | Piá                      |
| V         |  | Cerezo                   |
| V         |  | Zé Renato                |
| M         |  | Ranielli                 |
| M         |  | Luciano                  |
| A         |  | Serginho Neizinho'       |
| A         |  | Demetrios                |
| Reservas: |  |                          |
| A         |  | Neizinho Serginho'       |
| A         |  | Marcelo Passos Ranielli' |
| Técnico:  |  |                          |
| Joãozinho |  |                          |

## Premiação
| Copa Dener de 1994           |
| São Paulo                    |
| ---------------------------- |
| Santos Futebol Clube Campeão |